# Laphris
Laphris là một chi bọ cánh cứng trong họ Chrysomelidae.
Chi này được miêu tả khoa học năm 1864 bởi Baly.

## Các loài
Các loài trong chi này gồm:
- Laphris apophysata Yang, 1993
- Laphris collaris Yang in Yang, 1992
- Laphris collaris Yang, 1993
- Laphris emarginata (Baly, 1864)
- Laphris sexplagiata Laboissiere, 1934
- Laphris tricuspidata Yang, 1993